# Sabine Schiffner

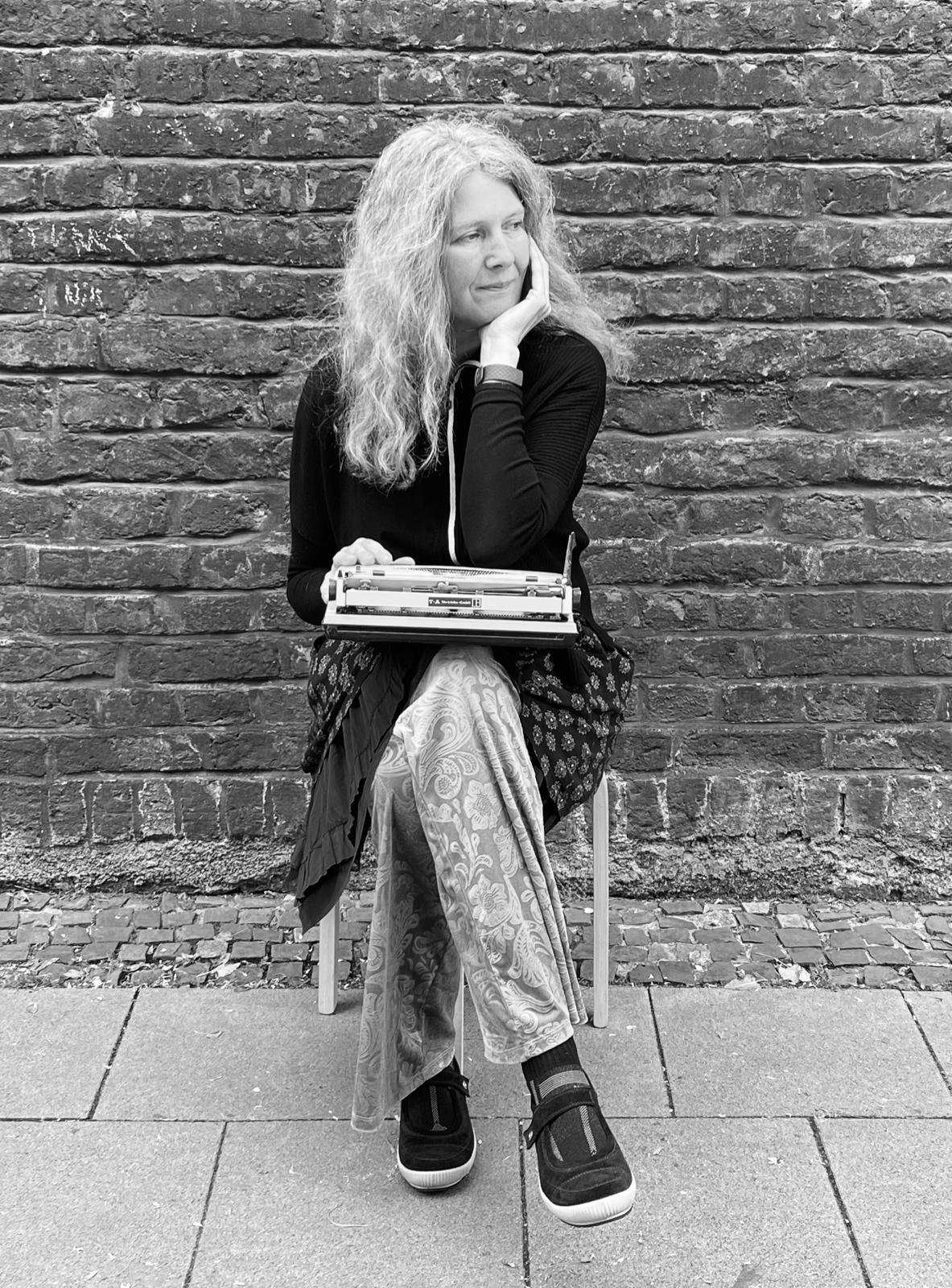

Sabine Schiffner (* 24. September 1965 in Bremen) ist eine deutsche Schriftstellerin.

## Biografie
Schiffner studierte Theaterwissenschaften, Germanistik und pädagogische Psychologie in Köln.
Von 1992 bis 1996 war sie Mitglied des Schauspielensembles am Kölner Schauspielhaus. Sie arbeitete als Regieassistentin von Werner Schroeter und Günter Krämer und inszenierte eigene Stücke. Sie arbeitete anschließend als Regisseurin für diverse Fernsehsender, erstellte Dokumentationen und Industriefilme. Von 1999 bis 2007 arbeitete sie als freie Lektorin und Übersetzerin für den Könemann Verlag. Von 1988 bis 1992 war sie Mitglied der Kölner Autorenwerkstatt. Von 1998 bis 2007 organisierte und betreute sie eine Reihe mit Lesungen junger Autoren (»Eupener Speicher«).
Schiffner, die Mitglied im PEN-Zentrum Deutschland ist und in erster Linie Gedichte verfasst, die sie u. a. in Sinn und Form, die horen, Das Gedicht, Die Zeit oder der FAZ veröffentlichte, ist auch als Autorin von Erzählungen, Romanen und Hörspielen hervorgetreten, übersetzt literarische Texte aus dem Französischen, Katalanischen und Spanischen, dichtet georgische Lyrik nach und ist als Herausgeberin tätig.
Der erste Gedichtband besteck im kopf erschien 1995 im Emons Verlag in Köln. Der hochgelobte erste Roman Kindbettfieber, erschienen bei S. Fischer, wurde mit dem Literaturpreis der Jürgen Ponto-Stiftung für das beste literarische Prosadebüt des Jahres 2005 bedacht. Schiffner nahm im selben Jahr am Ingeborg-Bachmann-Literaturwettbewerb teil. 2006 war sie Stipendiatin der Villa Aurora. Ihre Gedichte sind in viele Sprachen übersetzt, u. a. ins Englische, Katalanische, Italienische und Litauische.
Schiffner, die von 2007 bis 2011 in Deià auf Mallorca lebte, wohnt in Köln und Bremen.

## Einzeltitel
- Besteck im Kopf. Gedichte. Emons Verlag, Köln 1997, ISBN 3-924491-47-X.
- Kindbettfieber. Roman. S. Fischer Verlag, Frankfurt am Main 2005, ISBN 3-10-070211-5.
- Male. Gedichte. Zu Klampen Verlag, Springe 2006, ISBN 3-933156-87-4.
- Frühling, ja, du bist´s, S. Fischer Verlag, Frankfurt am Main 2009, ISBN 978-3-596-90153-1
- Dschinn. Gedichte. S. Fischer Verlag, Frankfurt am Main 2007, ISBN 978-3-10-070211-1.
- fremd gedanken. Gedichte. Horlemann Verlag, Berlin 2013, ISBN 978-3-89502-351-4.
- super ach. Gedichte. Virgenes Verlag, Düsseldorf 2018, ISBN 978-3-944011-84-4.
- wundern. Gedichte. Quintus Verlag, Berlin 2022, ISBN 978-3-96982-047-6
- Nachtigallentage. Roman. Quintus Verlag, Berlin 2023, ISBN 978-3-96982-065-0.
- Zeynep Suchen. Blog-Roman. Dagyeli Verlag, Berlin, 2024, ISBN 978-3-910948-02-0

## Hörspiel
- Seenebel. Deutschlandradio, Berlin 1999.
- Herbert Rubinstein. Meine vier Leben, Griot Hörbuchverlag, Stuttgart, 2022

## Anthologien (Auswahl)
- Marco Sagurna  und Ralf Rainer Sagurna (Hrsg.): Der Osten leuchtet, Dielmann Verlag, Ffm, 2022, ISBN 978-3-86638-306-7
- Christoph Buchwald (Hrsg.): Jahrbuch der Lyrik. Schöffling Verlag, Frankfurt am Main 2019.
- Michael Braun und Hans Thill (Hrsg.): Aus Mangel an Beweisen. Deutsche Lyrik 2008–2018. Wunderhorn Verlag, Heidelberg 2018.
- Rodica Draghincescu (Hrsg.): Grenzportraits. Gegenwartslyrik International. Deutsch / Rumänisch. Klak Verlag, Berlin 2017.
- Hiltrud Gnüg (Hrsg.): Interpretationen · Moderne deutsche Naturlyrik. Reclam-Verlag, Stuttgart 2015.
- Axel Kutsch (Hrsg.): Versnetze. Deutschsprachige Lyrik der Gegenwart. Verlag Ralf Liebe, Weilerswist 2015.
- Mirko Bonné und Tom Schulz (Hrsg.): Trakl und wir. Fünfzig Blicke in einen Opal. Lyrik Kabinett, München 2014.
- Caroline Rudolph (Hrsg.): Stillleben mit Crash · Gedichte aus Polen. Verlag Das Wunderhorn, Heidelberg 2014.
- Hiltrud Gnüg (Hrsg.): Gespräch über Bäume. Moderne deutsche Naturlyrik. Reclam-Verlag, Stuttgart 2013.
- Karl Otto Conrady (Hrsg.): Der Große Conrady. Das Buch deutscher Gedichte. Von den Anfängen bis zur Gegenwart. Artemis & Winkler, Düsseldorf 2008.
- Hans Thill (Hrsg.): Das verborgene Licht der Jahreszeiten. Übersetzungen aus dem Rätoromanischen. Verlag Das Wunderhorn, Heidelberg 2007.
- Lockdownlyrik 2.0. als Herausgeberin für dasgedichtblog

## Nachdichtung, Übersetzungen
- Guillermo Canals (Hrsg.): Patios in Palma. Übersetzung aus dem Spanischen. 2 Bände. Palma 2008/09.
- Zurab Rtveliashvili: Die Diktatur der Poesie. Nachdichtung aus dem Georgischen. Klak Verlag, Berlin 2018, ISBN 978-3-943767-92-6.
- Rodica Draghincescu: Du bist ich, Töte mich. Übersetzung aus dem Französischen. Klak Verlag, Berlin 2018, ISBN 978-3-943767-17-9.
- Irma Shiolashwili: Kopfüber. Nachdichtung aus dem Georgischen. Pop Verlag, Ludwigsburg 2018, ISBN 978-3-86356-222-9.
- Nika Jorjaneli: Roter Schein. Nachdichtung aus dem Georgischen. Pop Verlag, Ludwigsburg 2018, ISBN 978-3-86356-224-3.
- Rati Amaglobeli: Kains Ernte. Nachdichtung aus dem Georgischen. Dagyeli Verlag, Berlin 2018, ISBN 978-3-935597-90-6.
- Zviad Ratiani: Requiem für die Lebenden. Nachdichtung aus dem Georgischen. Klak Verlag, Berlin 2018.
- Giorgi Lobshanidze (Hrsg.): Georgiens Herz. Nachdichtung aus dem Georgischen. Größenwahnverlag, Frankfurt a. M. 2018.
- Irma Shiolashvili und Manana Tandashvili (Hrsg.): Ich bin viele. Frauenstimmen aus Georgien. Nachdichtung aus dem Georgischen. Pop Verlag, Ludwigsburg 2018.
- Säe den Weizen, Ukraine: Nachdichtung aus dem Georgischen und Ukrainischen, Klak Verlag, 2022

## Auszeichnungen
- 2004: Martha-Saalfeld-Förderpreis des Landes Rheinland-Pfalz
- 2005: Literaturpreis der Jürgen Ponto-Stiftung
- 2014: Eugen Viehof-Ehrengabe der Deutschen Schillerstiftung von 1859

## Stipendien
- 2002: Aufenthaltsstipendium im Künstlerhaus Lukas in Ahrenshoop
- 2004: Aufenthaltsstipendium in Schloss Wiepersdorf
- 2004/2005: Aufenthaltsstipendium in der Raketenstation Hombroich auf Einladung von Thomas Kling
- 2006: Aufenthaltsstipendium in der Villa Aurora/Los Angeles
- 2007: Förderstipendium der Kunststiftung NRW
- 2009: Aufenthaltsstipendium im Künstlerdorf Schöppingen
- 2012/13: Scriptoriumsstipendium der Stadt Köln und der evangelischen Kirche
- 2014: Förderpreis der Kunststiftung der Stadtsparkasse Köln
- 2015: Förderstipendium der Kunststiftung NRW
- 2018: Übersetzerstipendium des Georgian Bookcenter/Tiflis
- 2020: Künstlerstipendium NRW
- 2021: Aufenthaltsstipendium der Stadt Köln im Atelier Galata/Istanbul
- 2022: Aufenthaltsstipendium der Kunststiftung NRW im Atelier Galata/Istanbul
- 2023: Förderstipendium der Kunststiftung NRW